# Rasberger
Rasberger je priimek več znanih Slovencev:

## Znani nosilci priimka
- Branka Verdonik-Rasberger (1912—1984), igralka
- Pavel Rasberger (1882—1967), igralec, pevec, režiser in skladatelj